# Skarpholm, Korpo
Skarpholm är en ö i Finland. Den ligger i Skärgårdshavet och i kommunen Pargas i landskapet Egentliga Finland, i den sydvästra delen av landet. Ön ligger omkring 44 kilometer sydväst om Åbo och omkring 180 kilometer väster om Helsingfors.
Öns area är 4,5 hektar och dess största längd är 430 meter i sydöst-nordvästlig riktning. I omgivningarna runt Skarpholm växer i huvudsak barrskog. Runt Skarpholm är det glesbefolkat, med 8 invånare per kvadratkilometer. Närmaste större samhälle är Nagu, 12,7 km öster om Skarpholm.